# اعتراف یک جنگجوی محیط‌زیست
اعتراف یک جنگجوی محیط‌زیست (انگلیسی: Confessions of an Eco-Warrior) کتابی است که در سال ۱۹۹۱ توسط دیوید فورمن نوشته شده‌است.

## درباره
دیو فورمن نیومکزیکو لابی‌گر  انجمن وحشی در دهه ۱۹۷۰ بود. وی که از عدم پیشرفت در حفاظت محیط زیست در ایالات متحده، به‌ویژه پس از فهرستی از طبیعت وحشی توسط سازمان جنگل‌داری ایالات متحده آمریکا معروف به RARE II ناامید شد و یکی از بنیانگذاران سازمانی زیست‌محیطی با نام اول زمین! (EF) در دهه ۱۹۸۰ بود. اول زمین! در ابتدا تبلیغات نوآورانه‌ای را درهم آمیخت، مانند به کار انداختن یک «شکن» پلاستیکی سد گلن کنیون، با پیشنهادهای گسترده طبیعت وحش که بسیار فراتر از آن چیزی بود که گروه‌های زیست‌محیطی اصلی دربارۀ زیست‌شناسی حفاظت از دیدگاه زیست‌محوری (اخلاق) مایل به حمایت از آن بودند. اما بعدها، پس از حدود سال ۱۹۸۷، EF عمدتاً با فعالیت‌های غیرخشونت‌آمیز اقدام عملی مرتبط شد.